# Cheyenne
I Cheyenne (pronuncia shajen) sono una popolazione di nativi americani dell'area delle Grandi Pianure, situate nell'America Settentrionale. La Nazione Cheyenne si compone di due tribù unite, quella dei Só'taa'e (conosciuti come Sutai) e dei Tsé-tsêhéstâhese (al singolare: Tsêhéstáno; conosciuti come Tsitsistas). La popolazione totale, composta di 6 591 individui, si trova negli Stati federati statunitensi dell'Oklahoma e del Montana.

## Origine
I Cheyenne sono parte del grande gruppo linguistico nordamericano degli algonchini, assieme con le tribù degli Arapaho, Atsina, Nitsitapi (grande nazione suddivisa in Pikuni, cosiddetti Poor Robe, Kainah, cosiddetti Blood, Siksika, cosiddetti Blackfoot), nelle pianure centrali, Cree, Ojibway, Ottawa, Menominee, Potawatomi, Keakianik (Meskwaki cosiddetti Fox e Asikiwaki cosiddetti Sauk), Kickapoo, Miami, Illiniwek e Shawnee, attorno agli Upper Lakes dello St. Lawrence, tra la Hudson Bay e il bacino dell'Ohio, Naskapi Innu, Neenoilno Innu, Micmac, Abenachi (cioè Maliseet, Passamaquoddy, Penobscot, Norridgewock, conosciuti anche come Kennebec), e Western Abnaki (quali i Pennacook), Mohegan, Mahican, Pequot, Narragansett, Pokanoket, Massachusett, Lenape (o Delaware), Powhatan, nella penisola del Labrador e lungo la costa atlantica da Terranova alla Virginia. Sull'origine del loro nome vi sono varie interpretazioni: quella più accreditata presso gli etnologi è di "piccoli rossi-parlanti"; altri ritengono che Cheyenne derivi dalla parola francese "chien" (cane). Un'altra versione sostiene che il significato del termine cheyenne sia "il popolo degli uomini" come loro stessi si chiamavano.

## Storia

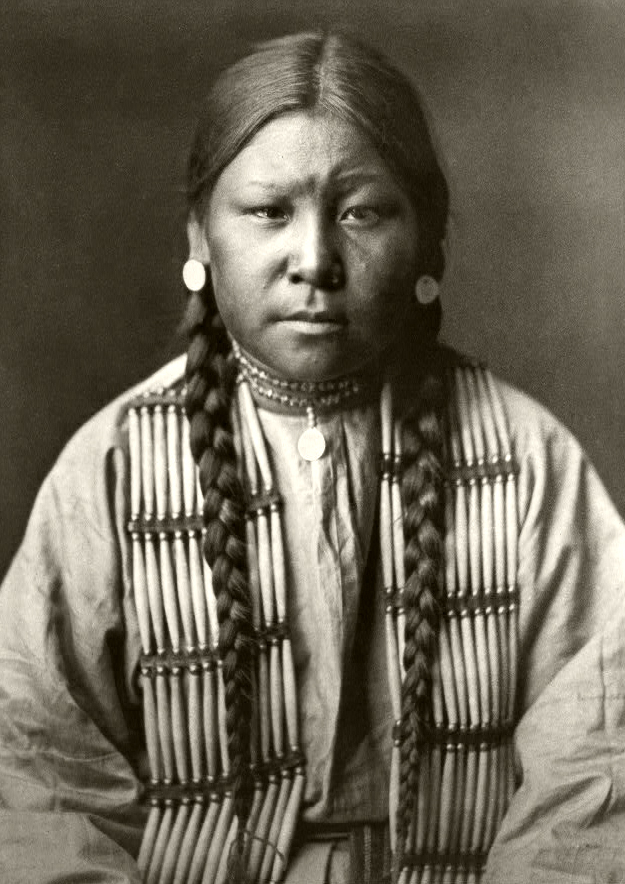
Donna Cheyenne

Durante il XVII e il XVIII secolo si spostarono dalla regione dei Grandi Laghi, per raggiungere le odierne terre del Minnesota e del Nord Dakota con lo scopo di stabilizzarsi. Alcune delle loro caratteristiche culturali furono influenzate dal contatto con altre popolazioni indiane, quali gli Hidatsa e i Mandan. Intorno alla fine del XVIII secolo, con l'acquisizione del cavallo, i Cheyenne abbandonarono la vita stanziale per lo più agricola, adottando uno stile di vita nomade, convertendo la loro alimentazione, basata sui frutti della terra e sul pesce, in una dieta formata da carne di bisonte e cibi vegetali. In questo periodo i Cheyenne emigrarono verso le terre del Colorado e del Sud Dakota e poi verso lo Wyoming.
Alleatisi con i consanguinei Arapaho, nel frattempo separatisi dagli Atsina, i Cheyenne ampliarono i propri orizzonti anche verso le pianure meridionali, entrando in contatto e in conflitto con i Kiowa e i Comanche, contro i quali si distinsero capi molto importanti e famosi, prima di stipulare con costoro un'alleanza nel 1840, guidati da Wokaihwokomais (Antilope Bianca).
Ancora guidati da Wokaihwokomais (Antilope Bianca), i Cheyenne presero parte alle trattative di Laramie nel 1851, aderendo al trattato stipulato il 17 settembre 1851.
Mentre si svolgevano le trattative tra i bianchi, i Cheyenne e altre nazioni di nativi e veniva firmato il trattato di Medicine Lodge che avrebbe dovuto garantire il passaggio dei coloni sulle terre degli indiani, ma che in pratica non fu mai rispettato, riprese la caccia ai Cheyenne.
I Cheyenne furono al centro di alcune delle guerre indiane più note, poiché dalla seconda metà del XIX secolo i loro territori furono attraversati dall'esercito statunitense. Il Governo degli Stati Uniti, intorno al 1860, ordinò ai Cheyenne di trasferirsi in una piccola riserva situata nel Colorado, ma i nativi rifiutarono. Si scatenò allora una prima caccia ai Cheyenne che invece volevano la pace e nella primavera 1864 inviarono una delegazione guidata da Awoninahku (Orso Magro), che invece fu accolto a colpi di fucile e ucciso.. Il capo dei Cheyenne meridionali, alias Motavato (Pentola Nera), in pieno accordo con i governativi si accampò, insieme agli Arapaho di Hosa (Piccola Cornacchia) e Niwat (Mano Sinistra), lungo il fiume Sand Creek. Nonostante nell'accampamento sventolasse la bandiera degli Stati Uniti, il 29 novembre 1864 l'esercito statunitense ("Colorado Volunteers", al comando del colonnello John Chivington) li attaccò, massacrandone circa trecento, di cui solo settantacinque erano guerrieri, compresi i capi anziani Ohkohmkhowais (Lupo Giallo) e Wokaihwokomais (Antilope Bianca). Questo fatto è passato alla storia come "massacro di Sand Creek".
Nel gennaio-marzo 1865, alleati con gli Arapaho e i Sichangu Teton Dakota guidati da Sinte Galeshka (Coda Chiazzata), i Cheyenne, condotti da Woquini (Naso Aquilino) (chiamato anche Sautie (Pipistrello)), Houtuaekco (Orso maschio), Hotoaqihoosis (Toro Alto) generalmente noto (secondo la versione Dakota del suo nome) come Tonkahaska, capi della società militare dei "Soldati Cane" Cheyenne, Tahmelepashme (Stella del Mattino, Coltello Spuntato), Ohkohmgache (Piccolo Lupo), Ho'néohvovó'haestse (Lupo Pezzato), capi dei Cheyenne settentrionali, Wopoham (Cavallo Bianco), capo guerriero dei Cheyenne meridionali, seminarono il terrore lungo il South Platte River, attaccarono convogli, stazioni di posta e piccoli avamposti militari, rasero al suolo la città di Julesburg scotennandone tutti gli abitanti per vendicare le vittime del massacro del Sand Creek, e isolarono Denver per mesi. Nella tarda estate 1865 i capi guerrieri Cheyenne raggiunsero la regione del fiume Powder, riunendosi ai Teton Dakota e contribuendo a respingere l'offensiva del gen. Patrick Connor sul Rosebud River, e parteciparono poi con gli Oglala Teton Dakota guidati da Mahpiua Luta (Nuvola Rossa) alla guerra lungo il Bozeman Trail; il 12 dicembre 1866 i Cheyenne di Tahmelepashme (Stella del Mattino, Coltello Spuntato), Ohkohmgache (Piccolo Lupo) parteciparono alla battaglia del Peṅo Creek, culminato nello sterminio degli 80 uomini al comando del capitano William J. Fetterman. Il 17 settembre 1868 circa 300 "Soldati Cane" Cheyenne al comando di Tonkahaska, Houtuaekco, Woquini, Wopoham, Ho'néohvovó'haestse, presero parte alla battaglia contro un reparto di cinquanta scout arruolati dal colonnello George Forsyth e asserragliati sulla Beecher's island, nell'Arikaree River, ma furono respinti e anche Woquini fu ucciso da una fucilata.
Il 27 novembre 1868 il tenente colonnello George Armstrong Custer assalì il pacifico campo di Motavato lungo il fiume Washita, riuscendo facilmente a vincere lo scontro (una vera e propria replica del massacro compiuto da Chivington al Sand Creek), nel quale persero la vita Pentola Nera e un centinaio di nativi. I pochi superstiti si arresero e furono chiusi nelle riserve. Hotoaqihoosis / Tonkahaska fu rintracciato dagli esploratori Pawnee del colonnello Eugene A. Carr ("Pawnee Battalion", al comando del maggiore Frank North e del capitano Luther North) e da William "Buffalo Bill" Cody, e l'accampamento Cheyenne fu assalito dai militari l'11 luglio 1869; i Pawnee si scatenarono contro donne e bambini, e Hotoaqihoosis / Tonkahaska fu ucciso dopo avere opposto con 20 guerrieri l'estrema resistenza, con gran parte della sua gente, fra cui donne e bambini e 52 guerrieri, mentre 117 Cheyenne furono catturati. 
I Cheyenne meridionali, guidati da Achekankooani (Scudo Bianco), Mé'hahtse-po'eta (Testa Grigia), Medicine Water, Ho'néohvovó'haestse (Lupo Pezzato), Honeohnestoohe (Lupo Ululante), si unirono ai Comanche e ai Kiowa nella "guerra per i bisonti" che infiammò l'Oklahoma e il Texas negli anni 1874-1875, dapprima partecipando, il 27/6/1874, all'attacco contro Adobe Walls, dove i guerrieri furono respinti dai 28 cacciatori colà asserragliatisi, armati di potenti e precisi fucili Sharp da caccia al bisonte aventi portata fino a 2 km, e poi alla resistenza contro l'offensiva sferrata dal colonnello Ranald S. McKenzie nel Llano Estacado e culminata nell'attacco dei militari ai villaggi indiani nascosti in Palo Duro Canyon il 28 settembre 1874 e nella successiva caccia alle bande ormai divise. Un gruppo di Cheyenne settentrionali guidati da Ishieyonish (Due Lune) continuò invece la guerra e fu tra i protagonisti della celeberrima battaglia del Little Bighorn, nella quale fu annientato l'intero gruppo di squadroni di George Armstrong Custer, comandante del 7º Reggimento Cavalleria USA. Dopo questa battaglia si intensificò la caccia agli ultimi Cheyenne che, seguendo l'esempio di Tashunka Witko (Cavallo Pazzo), si arresero in buon numero intorno all'anno 1877. Furono spediti nelle riserve, ma molti di loro evasero subito per ritornare provvisoriamente ai loro luoghi di origine.
Circa 300 Cheyenne settentrionali, al comando di Ohkohmgache (Piccolo Lupo) e Tahmelepashme (Stella del Mattino, alias Coltello Spuntato), furono protagonisti di un'epica fuga dalla riserva di Fort Sill, nell'Oklahoma, per tornare nelle terre dello Wyoming e il bacino del Tongue River, percorrendo tra il settembre e il dicembre 1878 un cammino di 1 500 miglia eludendo la caccia di oltre 10 000 militari e 6 000 volontari civili; separatisi i due capi coi rispettivi seguaci, Ohkohmgache e i suoi proseguirono verso il Tongue River, mentre Tahmelepashme e i suoi si diressero verso la riserva Oglala Teton Dakota. Il 23 ottobre, a due giorni di cammino da Fort Robinson, la gente di Tahmelepashme fu accerchiata dai militari e condotta al forte, dove giunse il 25 ottobre, presa in custodia dalla guarnigione del capitano Heinrich Wessels. Giunto l'ordine di ricondurre i Cheyenne nell'Indian Territory dell'Oklahoma, i prigionieri si ribellarono con le poche armi disponibili, tentando la fuga nei boschi innevati con temperature pari a -10 °C: quelli che non furono catturati (78) o uccisi dai militari nei giorni seguenti morirono di freddo e di stenti, e soltanto sette superstiti (di 149 precedentemente rinchiusi a Fort Robinson), compreso Tahmelepashme, riuscirono a raggiungere Ohkohmgache e la sua gente sul Tongue River, dove infine gli fu concesso di stabilirsi.

## Cultura e Religione
I Cheyenne cambiarono radicalmente il loro stile di vita con l'introduzione del cavallo, divenendo così un popolo nomade, dopo che a lungo erano stati dediti all'agricoltura, e alla coltivazione di mais e di piselli. In questo periodo anche i loro riti religiosi di tipo animista-sciamanico subirono l'influenza del loro stile di vita e nei loro racconti apparve frequentemente il mito della Terra Madre che governa la creazione e la fertilità, oltre ai miti escatologici riguardanti l'oltretomba e a quelli degli eroi e dei fanciulli prodigiosi. Tra questi ultimi vi è il mito del saggio profeta che insegna la religione con i riti sacri, plasma le istituzioni e scandisce l'ordine sociale.
La nazione Cheyenne, diversamente da quelle di altri nativi americani, è stata storicamente compatta e unita, sotto il governo centrale denominato "Consiglio del quarantaquattro" che fu sviluppato al tempo del raggiungimento delle Grandi Pianure da parte delle tribù.
Gli antropologi discutono se nel loro sistema a clan la matrilinearità, che prevede per i figli l'acquisizione del nome materno anziché di quello paterno, esistesse fin dalle origini o fosse elaborata più tardi.

## Arte
L'elemento fondamentale della cultura della nazione Cheyenne sono state le pelli, le tende e i ricami con perline o con aculei di porcospino. Tra gli elementi artistici principali si annoverano le pipe (a focolaio diritto e a gomito), i pali totemici (mantokan), le maschere e le figure umane. Frequenti sono le pitture su roccia o dentro le caverne, anche se la manifestazione più diffusa è la pittura su pelli. Tra le raffigurazioni principali vi sono gli avvenimenti sociali, lo spiritismo e la simbologia. Dopo i contatti con l'uomo bianco vennero introdotti anche temi floreali. Da ricordare l'artigianato con le penne (fisse e mobili).

## Galleria d'immagini

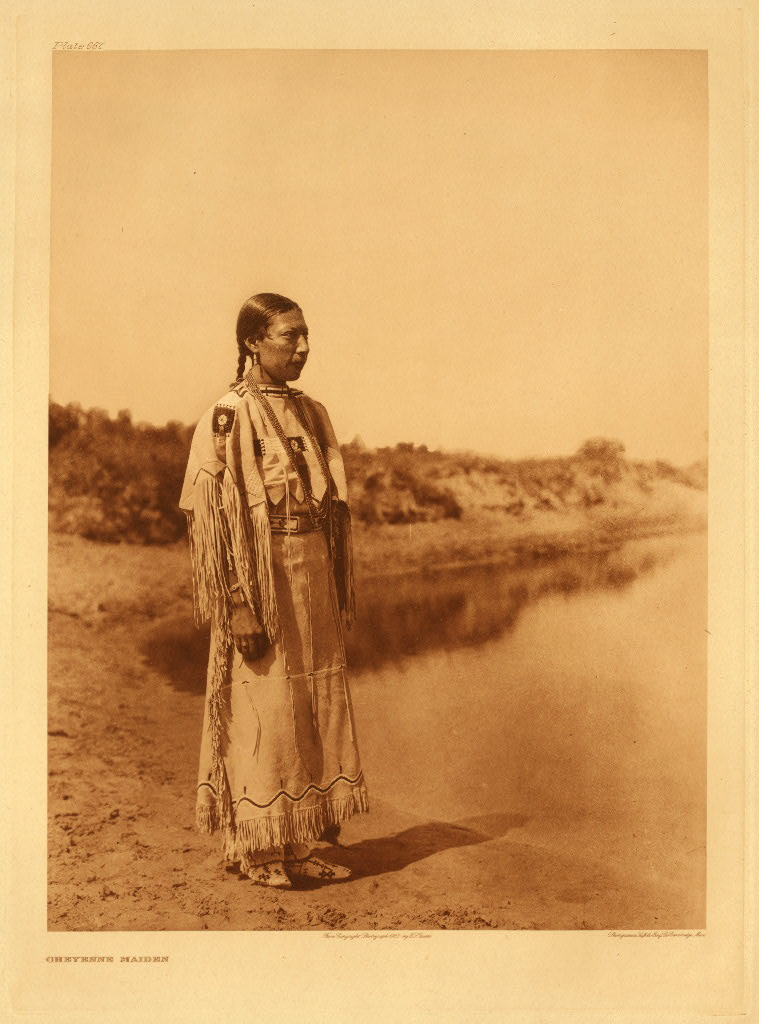
Donna Cheyenne, foto del 1930
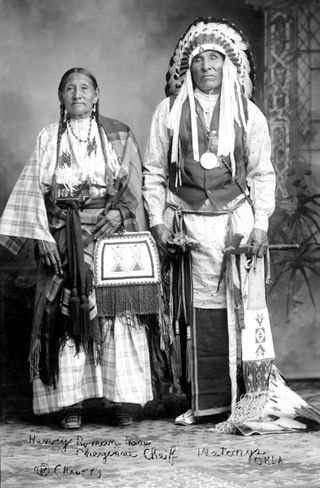
Roman Nose e sua moglie
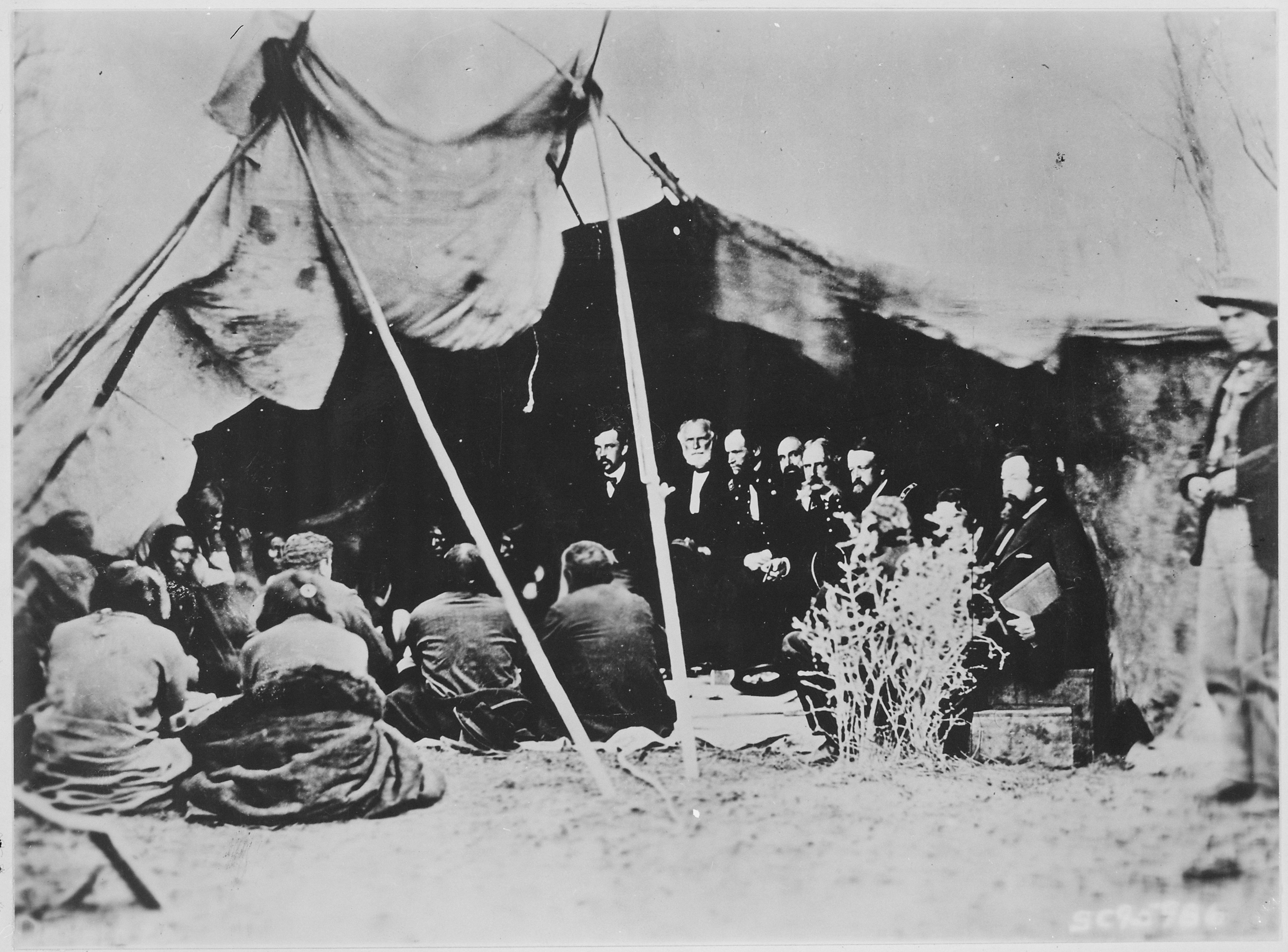
Immagine del trattato di Fort Laramie (1868)
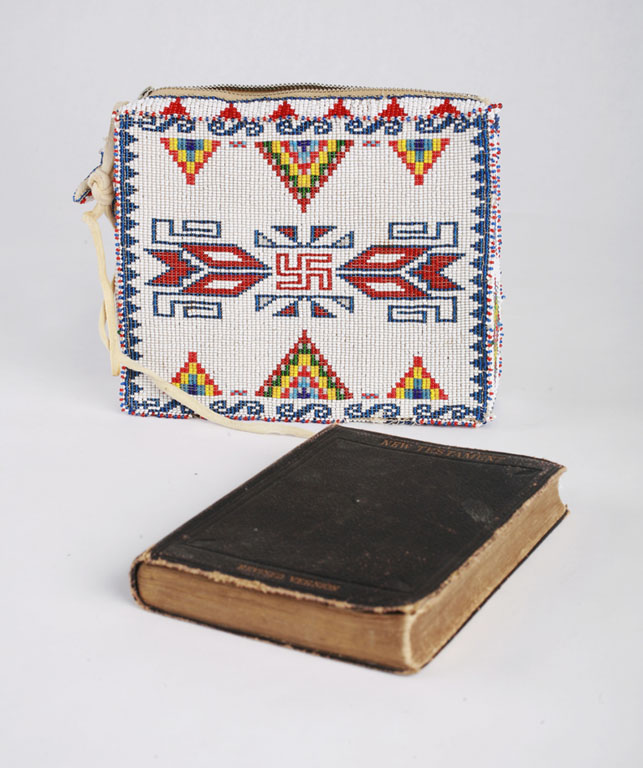
Cheyenne del Nord copertura con perline di una bibbia, circa 1930